# Теорія очікування
Теорія очікувань (англ. Expectancy Theory)— розгляд залежності поведінки людей від таких обставин: чому людина віддає перевагу, що і скільки вона б хотіла отримати від своїх зусиль, яких зусиль вона згодна докласти заради цього. Теорія очікування належить до пізнавальних теорій (теорій процесу).

## Основні поняття теорії очікувань
Мотиваційна теорія очікувань, запропонована Віктором Врумом, стверджує, що люди розглядають три основі питання перед тим, як прикладають необхідні зусилля для виконання завдання на певному рівні. Основними поняттями теорії очікувань є: зусилля, виконання, результати.
- Сподівання можна як оцінити  як надання особистості ймовірності настання певної події. При аналізі мотивації до праці теорія очікування підкреслює важливість трьох взаємозв'язків: зусилля— виконання; очікування— виконання і валентність (задоволеність винагородою). Сподівання щодо зусилля — виконання (>З-В) — це співвідношення між витраченими зусиллями та  відповідним рівнем виконання. Оцінка може включати оцінку здібностей виконавців як і врахування наявності ресурсів. Якщо люди відчуватимуть, що прямого зв'язку між витраченими зусиллями та досягнутим рівнем виконання немає, відповідно до теорії очікування, мотивація буде слабшати. Відсутність взаємозв'язку може відбуватися через неправильну самооцінку працівника, через його погану підготовку чи неправильне навчання, або що працівникові не дали досить прав до виконання поставленого завдання, чи не досить ресурсів.

- Сподівання щодо результатів — винагород (>Р-В) є очікування певної винагороди чи заохочення у відповідь на досягнутий рівень результатів. Менеджер, у результаті докладених ним зусиль, може отримати оцінку з боку керівництва як висококваліфікований спеціаліст і отримати просування службовими щаблями і разом з цим пільги й привілеї. Заохочення, такі як бонуси, премі, просування по службі, які застосовуються як вищі нагороди. Винагороди, які належать до внутрішнього досвіду  - це успішне виконання, почуття досягнення, труднощі росту.

Якщо працівник нічого не очікує і не відчуває чіткого зв'язку між досягнутими результатами і бажаним заохоченням чи винагородою, мотивація його праці буде слабшати. Аналогічно, якщо працівник впевнений, що ці результати будуть винагороджені, але за розумної витраті зусиль йому цих результатів не досягти, то мотивація й у цьому разі буде слабкою.
- Третій чинник, який теоретично визначає мотивацію очікування — це валентність чи цінність заохочення чи винагороди. Валентність — це гадана ступінь відносного задоволення чи невдоволення, що виникає внаслідок отримання певної винагороди. Валентність відповідає на питання змістовної сторони роботи, або на те, які потреби хоче задовольнити працівник, який працює в організації і зустрічає певні труднощі у досягненні цілей. Оскільки в різних людей потреби й інтереси щодо винагороди різняться, то конкретну винагороду, запропоновану у відповідь на досягнуті результати, може й не мати для них ніякої цінності. З компонентом валентності можна оцінити наступну цінність результатів та винагород. Якщо нагороди цікавлять індивіда, то валентність висока. наявні нагороди будуть мати мотиваційний ефект тільки тоді, коли є загальна висока валентість ситуації.

## Формула теорії очікувань
Якщо значення будь-якої з цих трьох критично важливих чинників визначення мотивації буде замало, то як результат буде слабка мотивація і низькі результати праці. 
Співвідношення цих факторів можна сформулювати наступній формулою:
М = F [О × І × В], 
де М - мотивація праці; О - рівень очікувань, що зусилля дадуть бажані результати; І - інструментальність (рівень очікувань, що результати будуть належним чином відзначені винагородою); В - валентність (очікувана цінність винагороди).
Сутність теорії очікування В.Врума: якщо хоча б один з компонентів дорівнює нулю або негативний, то працівник буде демотивований.
Числова інтерпретація категорії очікування (О) варіюється в діапазоні від 0 до 1:
- якщо працівник вважає, що результати ні в чому не залежать від його дій, О = 0;
- якщо він вважає, що результати повністю залежать від його дій і тільки від них, О = 1.

Якщо валентність (В) представити у вигляді числа (сума валентностей по різних результатів праці: В = В1 + + В2 + ... + Вn), то воно буде відображати пріоритетність різних результатів:
- якщо результат цінується працівником, то В позитивна (абсолютний розмір числа прямо пропорційний цінності):
- якщо результат відкидається, то В негативна;
- якщо результат байдужий, ігнорується, то В = 0;
- для отримання позитивної валентності загального результату (В), що складається з ряду дрібніших результатів (В = В1 + В2 + ... + Вn), не обов'язково, щоб вона була позитивною по кожному з них. Висока позитивна валентність одних результатів може перекривати негативну валентність інших, і загальний результат буде позитивним.[1]

Оскільки різні люди мають різні потреби, то конкретну винагороду вони оцінюють по-різному. Отже, керівництво організації має зіставити запропоновану винагороду до потреб співробітників та приводити її у відповідність.